# 바스토프 레몬
《바스토프 레몬》(《사이버영혼 바스토프 레몬》, BASToF Lemon, BASToF Syndrome)은 대한민국의 TV
장편 애니메이션이다. 2001년 동우애니메이션에 의해 제작되어 2001년 5월 3일부터 11월 15일까지 KBS 2TV에 의해 방영되었으며 총 26화로 구성되어 있다. 핑거보드와 같은 장난감의 유행을 불러온 것으로 알려져 있다. 아시아와 태평양, 아메리카 등 전 세계 20여개 국에서 수출되었으며, 3개국에서 모두 DVD가 발매되었다.
오프닝 곡 〈BASToF Lemon〉과 엔딩 곡 〈내 안의 그대가 지쳐갈 때〉는 서정우가 불렀다. 
본 작품의 제목으로 사용된 '바스토프(BASToF)'란, "Be A Stranger To Fear(두려워하지 말라)"의 머릿말을 딴 약자이므로, 레몬게임에 나오는 정체불명의 영혼과 끝까지 싸워내라는 함축적으로 의미하는 뜻에서 비롯된 말이다.

## 방송 일시
| 방영 채널 | 방영 기간                 | 방영 시간 |
| KBS 2TV   | 2001년 5월 3일 ~ 11월 5일 | 종료      |

## 역사
동우애니메이션의 첫 번째 창작 애니메이션으로 유니미니펫과 함께 2001년에 방영되었다. 초기 기획 단계에서는 극장판 장편 애니메이션이었으나 KBS의 지원 및 한국방송진흥원의 제작비 지원 대상 애니메이션 선정 등에 의해 TV 장편 애니메이션으로 제작되었다. 극중 주인공이 사용하는 장난감인 핑거보드가 인기를 끌어 상당수의 커뮤니티와 강좌가 개설되었다. 종영 이후에는 DVD 잡지인 〈DVD21〉를 통해 6개월에 걸쳐 부록 DVD로 수록되는 형식으로 DVD를 발매하였다.
일본에서는 2003년 10월 4일부터 2004년 3월 27일까지 지상파 텔레비전 방송국인 TV 도쿄를 통해 《유령전사 바스토프 레몬》(일본어: 幻影闘士バストフレモン 겐에이 도우시 바스토후 레몬[*])이라는 제목으로 방영되어 DVD를 발매하였으며, 미국, 캐나다를 비롯한 북미 지역에서는 ADV 영화를 통해 VHS와 DVD로 발매되었다. 아랍 세계에서는 《위험한 게임》(아랍어: اللعبة الخطرة 알루에바트 알카티라[*])이라는 제목으로 방영되었다.

## 줄거리
2097년 봄 지구 북반구에 가상의 도시 국가인 제논(Xenon)이 있었다. 56년 전인 2041년에 일어난 화산 폭발로 큰 피해를 입었던 제논은 도시를 재건하는 과정에서 에너지난을 극복하기 위해 화산의 분화구를 막고 첨단 신도시인 소도를 건설한 역사를 갖고 있다.
어느 날 제논 외곽의 폐쇄된 위성 안테나 기지에서 게임을 하던 슈도, 민트, 베베파우는 일명 '레몬홀'(Lemon Hall 또는 Lemon Hole)이라고 알려진 레몬 향기의 환각 현상을 경험한다. 레몬 게임을 개발한 프로그래머인 모데라토는 슈도, 민트, 베베파우를 레몬 게임의 테스트 게이머로 임명하고 스피어헤드의 결성을 선포하게 된다.
얼마 후 제논 전역에서는 원인을 알 수 없는 컴퓨터 시스템 장애 현상이 속출했고 이로 인한 대형 사고가 잇달아 벌어졌다. 제논 주민들은 이 현상을 또다른 재앙의 서곡으로 여겼고 "두려워하지 말라"는 함축적인 의미를 가진 '바스토프 신드롬'(BASTOF Syndrome)은 제논을 뒤흔들기에 이른다. 슈도, 민트, 베베파우는 바스토프 신드롬의 고리를 끊기 위해 레몬 게임에서 등장하는 영혼을 퇴치하려는 작전을 전개한다.

## 주요 등장인물
- 슈도 (Pseudo)

ID의 뜻 - "가짜의"라는 뜻을 가진 영어 형용사 또는 접두어에서 유래된 이름. 현재의 삶은 가짜일지도 모르며 다른 공간에 진짜 자신이 존재할 수도 있다는 생각이 담겨 있음.
단순하고 무식하지만 저돌적인 성격을 가진 게르족 출신 15세 남자로서 스피어 레드의 파일럿. 스케이트 보드를 타는 것이 취미인 프로 X-게이머. 팀워크에는 관심이 없고 승부욕이 강한 편이다. 매사를 삐딱하게 보는 반항아적인 기질을 갖고 있다. 다른 사람에게 간섭받기를 싫어하고 팀 워크에는 무관심한 독불장군 스타일을 갖고 있지만 전투가 거듭되면서 다른 사람들과 협력하게 된다.
- 민트 (Mint)

ID의 뜻 - 민트 향기가 가득한 온실에서 태어났다고 해서 엄마가 붙여준 이름. 박하 향기처럼 상큼한 이미지에 적합한 이름.
박하 향기처럼 상큼한 이미지를 가진 팜팜 출신 15세 여자로서 스피어 그린의 파일럿. 춤추는 것이 취미인 공주병 환자. '즐겁지 않으면 진실이 아니다'라고 생각하는 N-세대의 전형적인 성격을 띠고 있다. 자기보다 예쁜 여자는 무조건 미워하며 반대로 인간성이 아무리 나빠도 잘생긴 남자라면 용서할 수 있다고 생각한다. 성격답게 전투할 때도 어떻게 하면 멋있게 보일 수 있을까를 더 고민하는 스타일을 갖고 있다.
- 베베파우 (Bewefau)

ID의 뜻 - 요한 제바스티안 바흐가 작곡한 《무반주 바이올린 파르티타 2번(샤콘) D단조》 (BWV 1004, 작품 번호 1004번)에서 유래된 이름. 독일어 발음인 '베베파우'보다는 간단히 '베베' 또는 '천사'(1004)라고 부름.
부드럽고 온화한 성격을 가진 제논 출신 15세 남자로서 스피어 블루의 파일럿. 음악, 스포츠, 공부 등 다양한 부문에서 재주가 많은 편. 부드러운 모범생 스타일을 갖고 있지만 엘리트 의식이 강해서 잘난 척하는 경향이 있다. 좀처럼 냉정함을 잃지 않는 편이지만 자존심이 상하면 회복될 때까지 전전긍긍한다. 발랄한 성격을 가진 여자인 민트를 좋아한다. 균형 감각이 뛰어난 편이며 교과서적인 정공법을 구사하는 스타일을 갖고 있다.
- 모데라토 (Moderato)

ID의 뜻 - "보통 빠르기로", "알맞은 속도로"라는 뜻을 가진 음악 용어. 격렬하거나 냉정하지 않은 성격, 지나치게 진지하거나 가볍지 않은 성격, 아무리 급박한 상황에서도 서두르지 않는 성격을 갖고 있기 때문에 붙여진 이름.
게르족 출신 27세 남자로서 레몬 게임을 개발한 프로그래머. 부스스한 헤어스타일, 지저분한 외모, 만사가 귀찮은 성격을 갖고 있지만 먹고 놀 만한 일이 생기면 적극적인 성격으로 돌변하는 괴짜 같은 성격도 갖고 있다. 사이버 영혼이 레몬 게임에 침투하면서 성인들의 접속이 거부당하자 10대 게이머들과 함께 스피어헤드를 조직한다. 10대 후반부터 20대 초반 사이에 프로게이머로 활동하면서 컴퓨터 게임을 통해 여행을 다녔던 행적을 갖고 있다. 임기응변에 강한 편이며 어수선하게 보이더라도 위기 상황에서는 결정적인 도움을 준다.
- 코라 (Cora)

플루토 박사의 외동딸이었던 제논 출신 9세(사망 당시) 소녀. 7세 시절에 불치병인 근무력증에 걸리면서 서서히 근육이 굳어졌고 10세부터는 휠체어에 의존하게 된다. 친구들과 어울리지 못한 소외감으로 인해 극심한 우울증에 빠졌으며 자신을 기계 인간으로 만들어버린 아버지인 플루토 박사를 원망의 대상으로 삼다가 사망하고 만다. 레몬 게임에서 사이버 영혼으로 부활한 뒤부터 컴퓨터를 차례대로 파괴했고 사람들에게는 공포의 대상이 된다.
- 티엘 (Tiel)

출신지 불명의 15세(추정) 소녀. 모데라토가 사원에서 만나 데리고 온 아이로서 자신에 대해서는 아무것도 기억하지 못하는 기억상실증 환자. 남자들의 보호 본능을 자극하는 청순한 외모에 비해 늘 말이 없고 무표정한 편이어서 신비로움을 갖고 있다. 레몬에게 해킹당한 이후에는 적으로 변했고 사실은 생체 사이보그였다는 사실이 밝혀지게 된다.
- 밤 (Bomb)

ID의 뜻 - 영어로 "폭탄"이라는 뜻. 예기치 않은 상황에서 엉뚱한 행동으로 사람들을 긴장시킨다고 해서 붙여진 별명임.
팜팜 출신 10세 소년. 컴퓨터 시스템을 자기 집처럼 드나드는 재주를 가진 해커. 순한 인상과 느릿느릿한 말투가 특징이지만 수줍음이 많아서 얼굴이 빨개지는 경우가 많은 편. 사소한 일에 너무 진지한 반응을 보이기 때문에 가끔 웃음을 유발하기도 한다. 푸딩이라는 소녀를 좋아한다. 늘 푸딩에게 끌려다니기는 하지만 막상 결정적인 순간에서는 독창적인 아이디어를 내서 푸딩을 돕기도 한다.
- 푸딩 (Pudding)

ID의 뜻 - 푸딩에 대한 자부심이 담긴 ID. 자신이 운영하는 개인 홈페이지에 수백가지의 푸딩 요리법이 게재되어 있음.
챠크라 출신 10세 소녀. 덜렁거리고 건망증이 심하지만 요리 솜씨 하나만은 뛰어난 편인 요리사 지망생. 나이에 상관 없이 남에게 반말을 하고 종종 난폭한 행동을 하지만 의외로 눈물이 헤픈 편이어서 가끔 울음을 터뜨리기도 한다. 자신이 원하는 일은 꼭 이루겠다는 집념을 갖고 있고 부적과 같이 미신적인 것에 관심이 많은 편. 밤이라는 소년을 좋아한다. 요리사 지망생으로 기괴한 재료로 푸딩을 만드는 것이 특기이다.
- 플루토 (Pluto)

제논 출신 38세(사망 당시) 남자. 제논에서 극비리에 진행된 국책 사업인 '플루토 프로젝트'에서 바스토프 레몬의 전신이 된 프로토타입 PX-1을 개발한 공학 박사이다. 근무력증이라는 불치병을 앓고 있던 자신의 딸인 코라가 실험에 참여하던 도중에 고통스러워하는 모습을 보고 프로젝트를 중단하기로 결심했다. 하지만 자신의 딸인 코라가 과학자 하딤의 야망과 음모로 인한 희생양이 되자 연구소를 폭파시키고 자살한다. 생전에 자신의 연구 일지와 함께 자신의 모든 기억이 내장된 바이오칩을 남겼는데 이는 스피어헤드 대원들이 레몬을 물리치는 데에 결정적인 역할을 하게 된다.
- 하딤 (Hadim)

제논 출신 48세 남자. 빈민 계급 출신이었지만 과학 도시 제논의 시장을 역임한 입지전적인 인물. 만 5세에 제논의 과학 영재 학교에 입학했을 정도로 천재성을 가진 과학자로서 제논에서는 로봇 공학, 생명 공학 분야에서 최고 권위자 가운데 하나로 여겨졌다. 제논에서 진행된 국책 사업인 플루토 프로젝트의 수석 연구원으로 참여했지만 자신의 비뚤어진 야망 때문에 플루토의 딸인 코라를 희생양으로 삼게 된다.
- 리들 / 헤스티아 (Riddle / Hestia)

섹시한 이미지를 가진 젊고 아름다운 신녀. 암굴 속에서 기도한다고 알려진 사원의 신녀로서 다른 사람의 영혼을 꿰뚫어보는 능력을 가졌다. 영혼의 중개자답게 예리한 눈빛으로 비밀스러운 분위기를 자아낸다. 해적 방송의 게임 자키로 활동하던 동안에는 유명 사이트에 레몬 게임을 생중계했다. 원래는 플루토 박사와 함께 프로토타입 PX-1 연구를 함께 진행했지만 나중에 사원에서 신녀로 일하면서 티엘을 돌봐주고 있다. 모데라토가 리들의 정체를 밝혀내기 위해 추적에 나섰고 신녀인 헤스티아와 게임 자키인 리들이 동일 인물이라는 사실을 발견하게 된다.
- 듀프 (Dupe)

레몬 게임의 서버 담당자. 모데라토와도 잘 아는 사이인 것으로 보인다. 해적 중계 방송을 담당하는 헤스티아에게 암호를 보낼 정도로 하딤의 부하를 맡고 있지만 실제로는 하딤의 명령을 따르지는 않는다. 마지막에 헤스티아, 베베파우 등과 함께 모데라토를 설득하여 레몬 게임을 삭제하도록 지시한다.

### 목소리 출연
- 최원형 - 슈도
- 송도영 - 민트
- 구자형 - 베베파우
- 문관일 - 모데라토
- 김희선 - 코라, 티엘
- 한인숙 - 밤
- 이현선 - 푸딩
- 홍승섭 - 플루토
- 설영범 - 하딤
- 최문자 - 리들, 헤스티아
- 성창수 - 듀프

### 일본판
- 마지마 준지 - 슈도
- 요시카와 유야 - 민트
- 카와하라 요시히사 - 베베파우
- 스기타 토모카즈 - 모데라토
- 칸자키 치로 - 코라
- 이토 시즈카 - 티엘
- 후지모토 노리코 - 밤
- 아시로 메구 - 푸딩
- 사토 하루오 - 플루토
- 요시노 타카히로 - 하딤
- 아사이 하루미 - 리들, 헤스티아
- 하마다 켄지 - 듀프

## 방영 목록
| 회차 | 부제 (서브 타이틀)      | 방송 일자 |
| ---- | ----------------------- | --------- |
| 1화  | 그것은 레몬 향기였어    |           |
| 2화  | 게임 속의 비밀          |           |
| 3화  | 이상한 소녀 티엘        |           |
| 4화  | 탄생! 스피어헤드 드림팀 |           |
| 5화  | 이제는 실전이다         |           |
| 6화  | 플루토의 락             |           |
| 7화  | 바스토프 문장           |           |
| 8화  | 의문의 해커, 듀프       |           |
| 9화  | 게르족과 바이오 칩      |           |
| 10화 | 해적방송 게임 자키      |           |
| 11화 | 하딤의 음모             |           |
| 12화 | 레몬 게임, 서버 이동    |           |
| 13화 | 모데라토와 헤스티아     |           |
| 14화 | 플루토 프로젝트         |           |
| 15화 | PX-1의 비밀             |           |
| 16화 | 게임 속의 소녀          |           |
| 17화 | 레몬 홀                 |           |
| 18화 | 모데라토의 결단         |           |
| 19화 | 플루토와 하딤           |           |
| 20화 | 코라의 유령             |           |
| 21화 | 티엘의 비밀             |           |
| 22화 | 해킹당한 티엘           |           |
| 23화 | 재앙의 조짐             |           |
| 24화 | 사원 축제의 북소리      |           |
| 25화 | 슈도, 게임 속에 갇히다  |           |
| 26화 | 안녕, 코라 (최종회)     |           |

## 수상 경력
- 2001년 디지털콘텐츠대상 2/4분기 영상부문 대상
- 2001년 대한민국 영상만화대상공모전 TV시리즈부문 우수상
- 2001년 디지털콘텐츠 연말대상 동상